# برهانپور
برهانپور (به هندی: बुरहानपुर) شهری است در ایالت مادیا پرادش کشور هندوستان که در کنار ساحل شمالی رود تاپتی و ۴۹۹ کیلوتری شهر بمبئی واقع است.
پارچه‌های زری و گلدوزی آن مشهور است. این شهر را ناصرخان فاروقی در حدود سال ۸۰۱ ه‍.ق بنا نهاد. از بناهای جالب آن مقبرهٔ مبارکشاه فاروقی و مسجد جامع است.